# Orestes (mitologia)
|  | Per a altres significats, vegeu «Orestes (desambiguació)». |

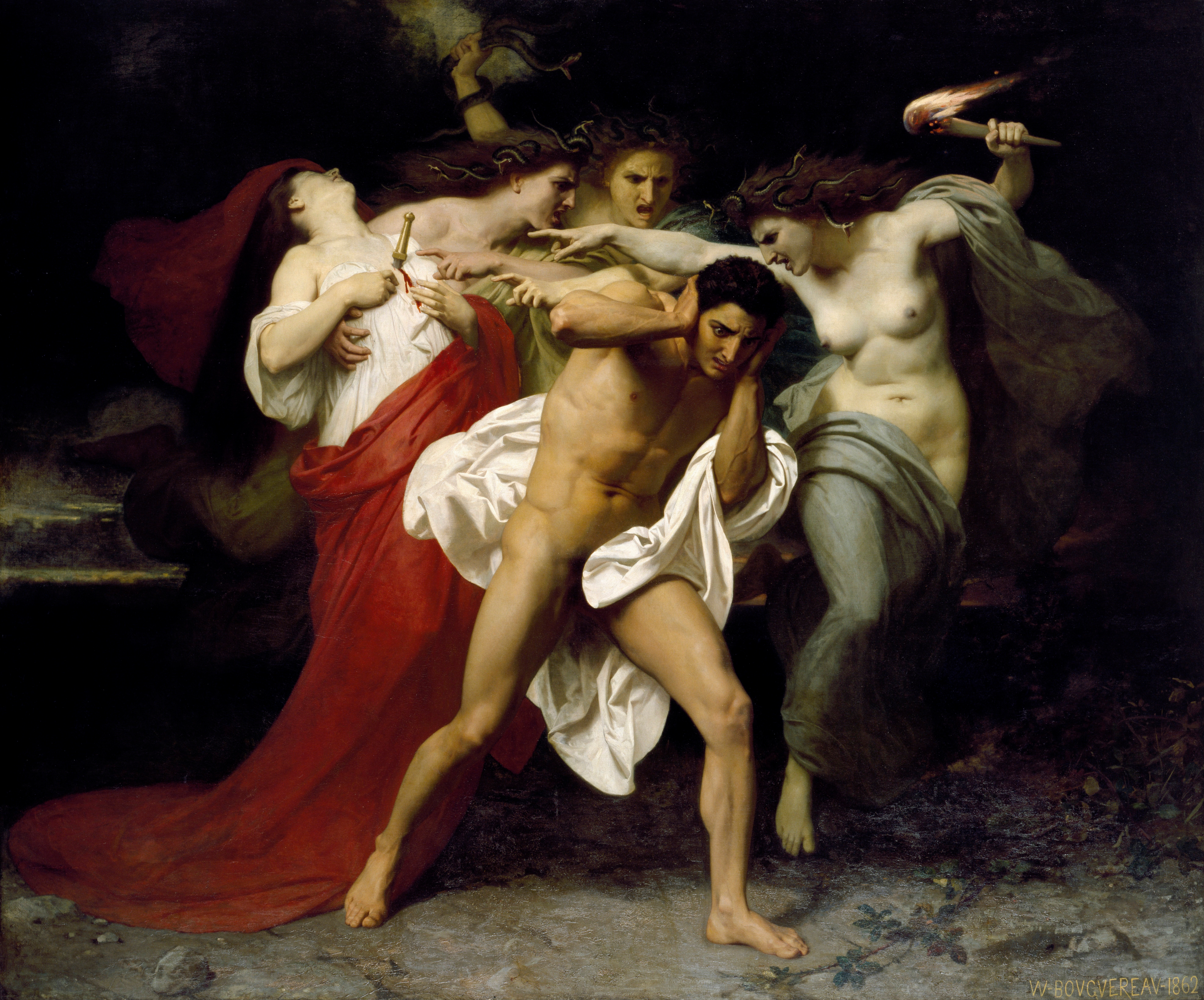
Orestes perseguit per les Erínies de William-Adolphe Bouguereau

Segons la mitologia grega, Orestes (en grec antic: Ὀρέστης) va ser un heroi de Micenes fill d'Agamèmnon i de Clitemnestra.
El mite d'Orestes forma part del cicle troià, atès que el seu pare Agamèmnon va ser un dels principals herois grecs de la Guerra de Troia. Agamèmnon, una vegada tornat de Troia, va morir a mans del seu padrastre Egist i amb la connivència de sa mare quan tot just era un infant. Protegit per la seva germana Electra i criat fora de Micenes, posteriorment protagonitzà la venjança del seu pare tot matant la seva mare, motiu pel qual és perseguit per les Erínies.

## Mitologia
Orestes ja apareix en la llegenda troiana, després de la primera expedició, la que va arribar a Mísia, al regne de Tèlef. Tèlef, ferit per Aquil·les, només podia guarir-se amb la llança de l'heroi, i va anar a Àulida, on hi havia reunit l'exèrcit grec, i allà va ser detingut per uns soldats i tractat d'espia. Per salvar-se, va agafar el petit Orestes, el fill més jove d'Agamèmnon, i va amenaçar que el mataria si els grecs el maltractaven. Va aconseguir que l'escoltessin i el guarissin. Segons Eurípides, Orestes va anar a Àulida amb Clitemnestra i Ifigenia, quan va oferir la seva germana en sacrifici.

### Assassinat d'Agamèmnon
Quan Agamèmnon tornà de Troia i va ser assassinat per Egist i Clitemnestra, la seua germana Electra el salvà enviant-lo a la cort d'Estrofi, a la Fòcida. El rei el va criar amb el seu fill Pílades, i així va néixer l'amistat llegendària entre Orestes i Pílades. Hi havia altres tradicions sobre com es va salvar Orestes: de vegades el mèrit era de la seva dida, o de manera més general d'un vell servent de la família. Estrofi era oncle d'Orestes, atès que estava casat amb la germana d'Agamèmnon, Anaxíbia. Vivia a la ciutat de Cirra, prop de Delfos.

### Venjança d'Orestes
Quan va arribar a adult, Orestes va rebre d'Apol·lo l'ordre de venjar la mort del seu pare matant Egist i Clitemnestra. Però Sòfocles explica que va ser la mateixa Electra, que havia mantingut la relació amb el seu germà, qui l'incità a complir la venjança. Orestes volgué consultar a l'oracle de Delfos si havia de seguir el dictat de la seua germana, i aquest li aconsellà que complís el seu deure. Acompanyat per Pílades, va anar a Argos (o Micenes, segons la versió), a la tomba d'Agamèmnon, on va consagrar un rínxol dels seus cabells. Tot seguit, Electra també va anar a la tomba i reconegué els cabells del seu germà.
Per portar a terme la seva venjança, Orestes, acompanyat per Pílades, es feu passar per un viatger procedent de la Fòcida arribat a Argos (o Micenes) amb l'encàrrec d'Estrofi d'anunciar la mort d'Orestes i demanar on s'havien de depositar les seves cendres, si a Argos o a Cirra, on havia mort. Clitemnestra, sense la por de veure's castigada pels seus crims, s'omplí de joia i feu cridar Egist, que en aquell moment no hi era. Quan Egist arribà al palau fou abatut pels cops d'Orestes. Clitemnestra, en sentir els crits del moribund, arribà i trobà el seu fill amb l'espasa a la mà. Li suplicà el perdó, tot ensenyant-li el pit amb què el va alletar. Pílades recordà a Orestes l'ordre d'Apol·lo i el caràcter sagrat de la seva venjança, i Orestes matà Clitemnestra.
Consumada la venjança, Orestes fou assetjat per les Erínies, que el feien parar boig. Finalment, per consell de l'oracle de Delfos, es presentà davant el tribunal de l'Areòpag d'Atenes, que el va absoldre, i les Erínies es van retirar. La sentència d'aquest judici hauria estat la primera que es va donar en aquest tribunal. Les tradicions varien sobre qui va ser la persona que el va acusar davant el tribunal atenès: de vegades són les mateixes Erínies, o bé Tindàreu, el pare de Clitemnestra, o Erígone, la filla d'Egist i Clitemnestra. La meitat dels jutges van pronunciar-se per l'absolució i l'altra meitat per la condemna, però Atena, que presidia el tribunal, va afegir-se a l'absolució. Orestes li va erigir un altar al turó de l'Areòpag.

### Viatge a la Tàurica
També per consell de l'oracle, que li va dir que es guariria del tot de la bogeria, anà a la Tàurica acompanyat de Pílades a cercar l'estàtua d'Àrtemis. Però van ser capturats pels seus habitants, que tenien el costum de retenir tots els estrangers per sacrificar-los a la seva deessa. Portats davant del rei Toant i destinats al sacrifici a l'altar, va resultar que la sacerdotessa d'Àrtemis que havia de celebrar el sacrifici era la seua germana Ifigenia, que el va reconèixer. Orestes li va explicar el mandat d'Apol·lo, i Ifigenia decideix ajudar-lo a aconseguir l'estàtua de la deessa, que ella mateixa vigilava. Persuadeix el rei Toant que ella no pot sacrificar un estranger que ha hagut d'abandonar la seua pàtria per haver mort la seva mare si abans no purifica l'estàtua de la dea i la víctima a l'aigua de mar. Toant es deixa convèncer i Ifigenia va cap a la platja amb Orestes i Pílades, fa allunyar els guàrdies escites amb el pretext del secret dels ritus de purificació i s'embarca en una nau ja preparada amb el seu germà, Pílades i l'estàtua. No obstant això, Posidó envia el vaixell contra la costa i Toant està a punt de capturar-lo, però li apareix Atena que li ordena que abandoni la persecució. Orestes i els acompanyants arriben a l'Àtica, on aixequen un temple a Àrtemis.

### Neoptòlem
A la tornada, es casà amb Hermíone, filla de Menelau i Hèlena i cosina seva, fins llavors casada amb Neoptòlem, fill d'Aquil·les. El seu pare Agamèmnon li l'havia promès quan era petit, però a Troia, Menelau va retirar la seva paraula i la va prometre a Neoptòlem. Quan va tornar de la Tàurida, Orestes es va presentar a Hermíone quan Neoptòlem havia anat a Delfos a consultar l'oracle, i la va raptar. Quan tornà Neoptòlem, el matà.
Orestes va tenir amb Hermíone un fill de nom Tisamen, que va regnar a Argos i també a Esparta com a successor de Menelau. Poc abans que morís, una pesta va assolar el país. Consultat l'oracle, va respondre que l'epidèmia desapareixeria si es reconstruïen les ciutats derruïdes per la guerra de Troia, i Orestes va enviar colònies a l'Àsia Menor per reconstruir aquelles ciutats. Orestes va morir molt vell, a noranta anys, després d'haver-ne regnat setanta a Argos. A Tègea s'ensenyava la seva tomba i se li tributaven honors divins.

## Llegat
Altres obres dramàtiques, literàries o cinematogràfiques inspirades en el mite d'Orestes:
- Orestes esclau o Dulorestes, tragèdia coturnata de Marc Pacuvi (segle ii aC)
- La Tragèdia d'Orestes, poema en hexàmetres de l'escriptor africà Draconti (segle v)
- Oreste, tragèdia de Giovanni Rucellai (1516), paràfrasi de la Ifigenia entre els taures d'Eurípides
- Oreste, òpera de Georg Friedrich Händel (1734)
- Oreste, tragèdia de Voltaire (1750)
- Oreste, tragèdia de Vittorio Alfieri (1783)
- Oreste, òpera de Domenico Cimarosa (1783)
- Oreste, òpera de Francesco Morlacchi (1808)
- Oreste, òpera de Conradin Kreutzer (1818)
- Oresteia, òpera de Serguei Tanéiev (1895) basada en l'Orestea d'Èsquil
- Leben des Orest, òpera d'Ernst Krenek (1930)
- Apunts per a una Orestíada africana, pel·lícula de Pier Paolo Passolini (1970)